# Edvin Pelow
 Magnus Edvin Pelow, född 7 mars 1893 i Uppsala, död 2 juli 1973, var en svensk civilingenjör, ämbetsman och generaldirektör. 
Edvin Pelow var son till trädgårdsmästaren Ernst Edvin Peterson. Efter studentexamen i Uppsala 1913 genomgick han Tekniska högskolan och utexaminerades från dess avdelning för maskinbyggnad och mekanisk teknologi 1917. Pelow var därefter verksam inom Yrkesinspektionen, vilken 1912–1938 lydde under Socialstyrelsen, 1938–1948 under Riksförsäkringsanstalten och 1948 ombildades till Arbetarskyddsstyrelsen. Pelow blev tillförordnad yrkesinspektörsassistent i Andra distriktet i Stockholm 1917, var tillförordnad byråingenjör i Socialstyrelsen 1917–1918, tillförordnad yrkesinspektörsassistent i Fjärde distriktet i Jönköping 1918-1922, teknisk amanuens i Socialstyrelsen 1922–1923 och tillförordnad byrådirektör där 1923–1931. Han var tillförordnad förste byråingenjör i Socialstyrelsen 1931–1932 och ordinarie 1932–1939 samt tillförordnad yrkesinspektör i Fjärde distriktet 1933–1935 och i Sjätte distriktet i Göteborg 1936–1937 samt blev 1937 yrkesinspektör i Sjätte distriktet. 1939–1948 var han byrådirektör i Riksförsäkringsanstalten. 1948–1960 var han generaldirektör och chef för Arbetarskyddsstyrelsen. Pelow utgav Yrkesinspektionen 1890–1940 (1940, tillsammans med W. Stenholm och N. Zetterman) och Svetsteknisk handbok (1947, tillsammans med H. Swedenborg och O. Forsman). Under sin tidiga karriär bedrev han en omfattande föreläsningsverksamhet rörande arbetarskyddsfrågor.

## Utmärkelser
- Kommendör med stora korset av Nordstjärneorden, 4 juni 1960.[3]